# Afromizonus
Afromizonus es un  género de coleópteros adéfagos de la familia Carabidae.

## Especies
Comprende las siguientes especies:
- Afromizonus ruber Basilewsky, 1950
- Afromizonus tecospilus Basilewsky, 1947
- Afromizonus voltae Basilewsky, 1946